# گناوه (گچساران)
گناوه (گچساران)، روستایی از توابع بخش مرکزی شهرستان گچساران در استان کهگیلویه و بویراحمد ایران است.

گناوه روستایی زیبا در ۲۰ کیلومتری شمال گچساران واقع است که هر ساله گردشگران زیادی را از روستاها و شهرستان‌های همجوار به خود جذب می‌نماید، در این روستا درختانی همچون بلوط، بنک (پسته وحشی)، کله خونگ، زالزالک و همچنین گیاهان دارویی همانند آویشن و لیرزک و کارده که جهت مداوای برخی از بیماری‌ها بکار می‌رود، روییده‌اند.
مردم این روستا هر ساله مهمان های زیادی از سرتا سر استان‌ ک.ب را در فصل بهار پذیرایی میکنند.
مردم این روستا جزو‌قبیله باوی و طایفه عالیشاهی محسوب میشوند و همسایه بویراحمد گرمسیر هستند
و‌ مردم این روستا ورزشکارهای حرفه ای داشته است 
و‌این روستا در ورزش هایی چون کشتی بوکس و اللخصوص فوتبال که‌تیم قلات گناوه هم از تیم های خوب استان حساب میشود مختص این روستا هست این روستا به دلیل کوهستانی بودن و منطقه ضد شورش در زمان شاه بسیاری از افراد یاغی به این روستا پناه میبردند مردم این روستا به چند تیره صالحی  مظاهری از بناری صیاد از ایلات عرب چراغی روستایی اطراف بهبهان نسیمی از تنگ تامرادی  بلوطی از دیل فکوراصل مرادی خداوردی  .... تقسیم شده اند  که الان همگی در کنارهم زندگی میکنند مردم این روستا دامدار هستند و ۸۰ د صد مردم این روستا به شهر گچساران مهاجرت کرده اند.

## جمعیت
این روستا در دهستان امامزاده جعفر قرار دارد و براساس سرشماری مرکز آمار ایران در سال ۱۳۹۵، جمعیت آن ۷۷۱ نفر (۱۷۳ خانوار) بوده‌است.